# Harsault
Harsault est une ancienne commune française située dans le département des Vosges, en région Grand Est.
Le 1er janvier 2017, elle fusionne avec Bains-les-Bains et Hautmougey pour former la commune nouvelle de La Vôge-les-Bains. Elle devient commune déléguée.

## Géographie

### Localisation
Harsault est une commune du sud du département, dominant la rive droite du Côney. Les forêts y occupent 274 ha, soit le quart de la superficie.
La commune est divisée en trois parties : Harsault centre, Thunimont village et la Forge de Thunimont.

### Hydrographie et les eaux souterraines
Cours d'eau sur la commune ou à son aval :
- rivière le Côney ;
- ruisseaux Jeandin, d'Hautmougey, de Francogney et de Gruey ;
- ruisseau des Cailloux, affluent du Côney alimentant partiellement le Canal de l'Est au droit du bief 24;
- canal de l'Est branche sud à la Forge de Thunimont.

## Toponymie
Le nom de la localité est attesté sous les formes Johannes dictus de Harsalz (XIVe siècle) ; Arsault (1611) ; Arsaux (1656) ; Haussaut (1663) ; Arceau (1678) ; Harsaux (1749).

Le radicale Hart ou hort désigne en germanique une « forêt à pâturage libre », la finale est redondante, sault provenant du latin saltus, « forêt ».

## Histoire
Le village faisait partie de l'ancienne province de Franche-Comté. Il devient lorrain en 1790.

Du XVe siècle au XVIIIe siècle, le village fait partie de la cinquantaine de communes comprises dans la zone des Terres de surséance entre Lorraine et Comté. Déjà accordée à la France par le traité d'Auxonne du 15 février 1612, réclamé par la France en 1613, le traité de Fontenoy-le-Château de 1614 l'attribue à la terre de Vauvillers relevant du bailliage de Vesoul.
L'église, dédiée à saint Gengoult, fut construite en 1776. Elle était du diocèse de Besançon,
doyenné de Faverney. La cure était à la collation du seigneur de Vauvillers.
Lors de la création des départements en 1790, la commune devient lorraine, versée dans le canton de Bains et le  district de Darney.

## Politique et administration

### Budget et fiscalité 2014
En 2014, le budget de la commune était constitué ainsi :
- total des produits de fonctionnement : 232 000 €, soit 571 € par habitant ;
- total des charges de fonctionnement : 210 000 €, soit 516 € par habitant ;
- total des ressources d’investissement : 35 000 €, soit 86 € par habitant ;
- total des emplois d’investissement : 60 000 €, soit 149 € par habitant.
- endettement : 89 000 €, soit 220 € par habitant.

Avec les taux de fiscalité suivants :
- taxe d’habitation : 19,20 % ;
- taxe foncière sur les propriétés bâties : 9,75 % ;
- taxe foncière sur les propriétés non bâties : 30,39 % ;
- taxe additionnelle à la taxe foncière sur les propriétés non bâties : 0,00 % ;
- cotisation foncière des entreprises : 0,00 %.

### Liste des maires
| Période                                  | Période      | Identité      | Étiquette | Qualité |
| ---------------------------------------- | ------------ | ------------- | --------- | ------- |
| Les données manquantes sont à compléter. |              |               |           |         |
| 1991                                     | février 2001 | Roger Duchaud |           |         |
| mars 2001                                | avril 2014   | Pierre Gury   |           |         |
| avril 2014                               | En cours     | Andrée Gornet |           |         |

## Population et société

### Démographie
L'évolution du nombre d'habitants est connue à travers les recensements de la population effectués dans la commune depuis 1793. À partir du 1er janvier 2009, les populations légales des communes sont publiées annuellement dans le cadre d'un recensement qui repose désormais sur une collecte d'information annuelle, concernant successivement tous les territoires communaux au cours d'une période de cinq ans. 
Pour les communes de moins de 10 000 habitants, une enquête de recensement portant sur toute la population est réalisée tous les cinq ans, les populations légales des années intermédiaires étant quant à elles estimées par interpolation ou extrapolation. Pour la commune, le premier recensement exhaustif entrant dans le cadre du nouveau dispositif a été réalisé en 2007,.
En 2014, la commune comptait 376 habitants, en évolution de −11,32 % par rapport à 2009 (Vosges : −1,74 %, France hors Mayotte : +2,49 %).
| 1793 | 1800 | 1806 | 1821  | 1831  | 1836  | 1841  | 1846  | 1856  |
| ---- | ---- | ---- | ----- | ----- | ----- | ----- | ----- | ----- |
| 775  | 871  | 880  | 1 039 | 1 207 | 1 251 | 1 374 | 1 314 | 1 133 |

| 1861  | 1866  | 1876  | 1881  | 1886 | 1891 | 1896 | 1901 | 1906 |
| ----- | ----- | ----- | ----- | ---- | ---- | ---- | ---- | ---- |
| 1 154 | 1 172 | 1 113 | 1 116 | 989  | 960  | 953  | 887  | 844  |

| 1911 | 1921 | 1926 | 1931 | 1936 | 1946 | 1954 | 1962 | 1968 |
| ---- | ---- | ---- | ---- | ---- | ---- | ---- | ---- | ---- |
| 837  | 790  | 770  | 751  | 766  | 667  | 678  | 688  | 592  |

| 1975 | 1982 | 1990 | 1999 | 2007 | 2011 | 2014 | - | - |
| ---- | ---- | ---- | ---- | ---- | ---- | ---- | - | - |
| 528  | 429  | 385  | 401  | 418  | 396  | 376  | - | - |

### Manifestations culturelles et festivités
Chaque année en juillet, dans l'esprit des anciens feux de la Saint-Jean, une fête avec chavande originale et feux d'artifice.

## Économie
- Usine métallurgique de la Forge de Thunimont, puis Filature et Tissage de coton Boussac-Saint-Frères[9].
- Féculerie hydraulique[10].

## Culture locale et patrimoine

### Lieux et monuments
- Église Saint-Gengoult

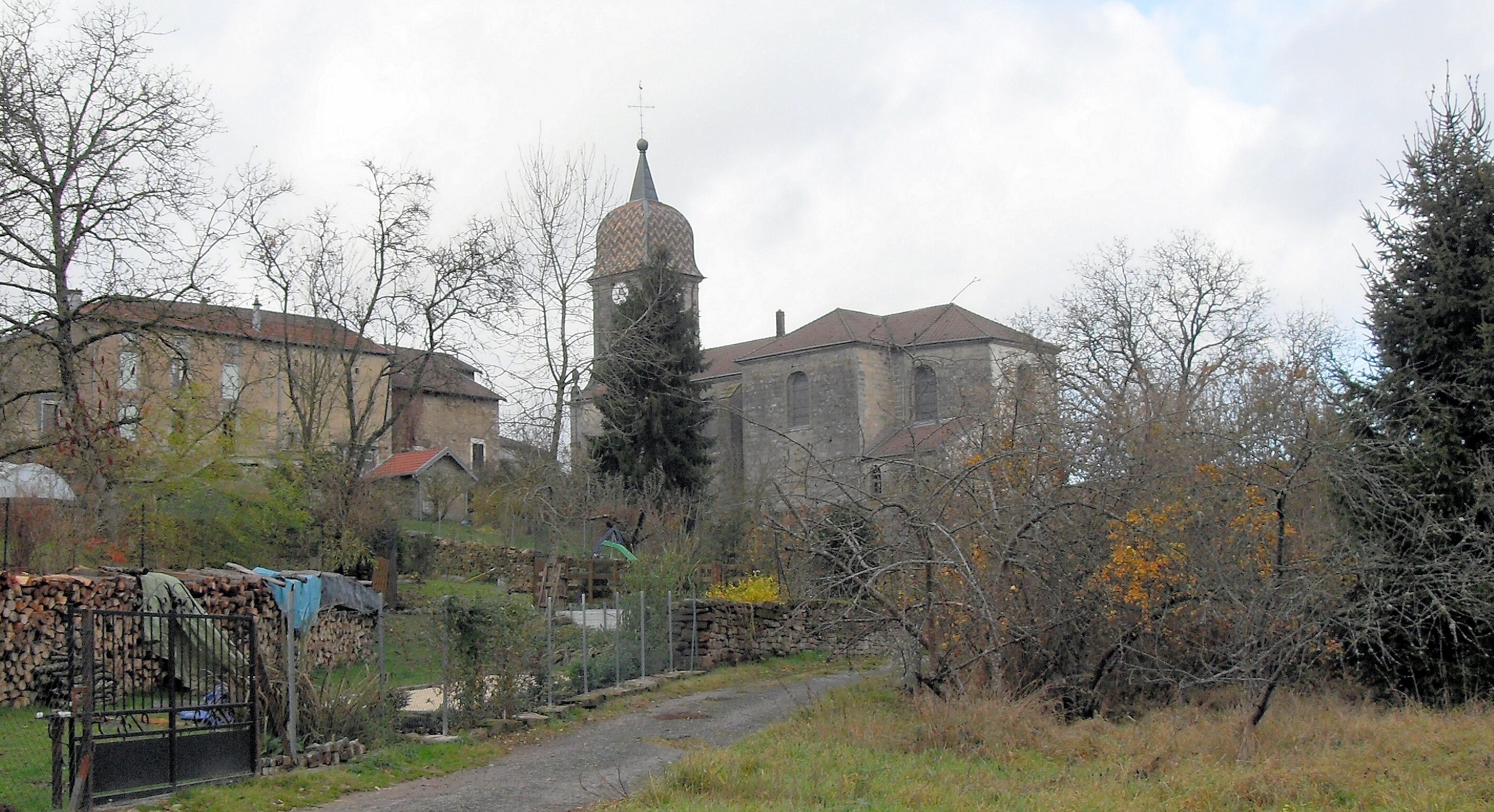
L'église Saint-Gengoult.

L'église paroissiale, dédié à saint Gengoult, date de 1776. Elle possède un clocher à dôme à impériale à tuiles vernissées, typique de la Franche-Comté dont le village a longtemps fait partie. Plusieurs objets mobiliers sont classés au titre des monuments historiques :
- Chemin de croix composé de 14 tableaux et leurs cadres.
- Le martyre de saint Gengoult, statue de bois polychrome.
- L'Institution du Rosaire, statue de bois polychrome.
- La chaire à prêcher hexagonale avec plusieurs types de mouluration, le tout surmonté d'un angelot à trompette.
- Autel monumental en bois sculpté et peint.
- Deux confessionnaux ornés, respectivement, des statues de saint Pierre agenouillé et de sainte Marie-Madeleine.

- Moulin Gentrey

Le Moulin Gentrey est une ancienne féculerie, visite guidée du circuit "De la pomme de terre à la fécule".
- Pont tournant

Harsault possède un pont tournant manuel sur le canal de l'Est à la Forge de Thunimont.

### Personnalités liées à la commune
- Deux frères de petite taille, René (1,10 m) et Roger (0,97 m), surnommés « Les Nains des Vosges », ont connu une certaine célébrité au début du XXe siècle[13]. Ils se produisaient dans les foires avec Arsène Remond dit le Colosse Jurassien.

## Pour approfondir